# Bianchetti (opticien)
 (juillet 2025).
La mise en forme du texte ne suit pas les recommandations de Wikipédia : il faut le « wikifier ».
Les points d'amélioration suivants sont les cas les plus fréquents :
- Les titres sont pré-formatés par le logiciel. Ils ne sont ni en capitales, ni en gras.
- Le texte ne doit pas être écrit en capitales (les noms de famille non plus), ni en gras, ni en italique, ni en « petit »…
- Le gras n'est utilisé que pour surligner le titre de l'article dans l'introduction, une seule fois.
- L'italique est rarement utilisé : mots en langue étrangère, titres d'œuvres, noms de bateaux, etc.
- Les citations ne sont pas en italique mais en corps de texte normal. Elles sont entourées par des guillemets français : « et ».
- Les listes à puces sont à éviter, des paragraphes rédigés étant largement préférés. Les tableaux sont à réserver à la présentation de données structurées (résultats, etc.).
- Les appels de note de bas de page (petits chiffres en exposant, introduits par l'outil «  Source ») sont à placer entre la fin de phrase et le point final[comme ça].
- Les liens internes (vers d'autres articles de Wikipédia) sont à choisir avec parcimonie. Créez des liens vers des articles approfondissant le sujet. Les termes génériques sans rapport avec le sujet sont à éviter, ainsi que les répétitions de liens vers un même terme.
- Les liens externes sont à placer uniquement dans une section « Liens externes », à la fin de l'article. Ces liens sont à choisir avec parcimonie suivant les règles définies. Si un lien sert de source à l'article, son insertion dans le texte est à faire par les notes de bas de page.
- La présentation des références doit suivre les conventions bibliographiques. Il est recommandé d'utiliser les modèles {{Ouvrage}}, {{Chapitre}}, {{Article}}, {{Lien web}} et/ou {{Bibliographie}}. Le mode d'édition visuel peut mettre en forme automatiquement les références.
- Insérer une infobox (cadre d'informations à droite) n'est pas obligatoire pour parachever la mise en page.

Pour une aide détaillée, merci de consulter Aide:Wikification.
Si vous pensez que ces points ont été résolus, vous pouvez retirer ce bandeau et améliorer la mise en forme d'un autre article.
Pour les articles homonymes, voir Bianchetti.
 (juillet 2025).

## Histoire
La maison Bianchetti fut fondée à Marseille en 1826, probablement par un prédécesseur d’Isidore Antoine Bianchetti,.
Isidore Antoine Bianchetti, né le 13 août 1836 à Villadossola, en Italie, arriva à Marseille à l’âge de douze ans. Il y exerça comme opticien, et se spécialisa dans les instruments de navigation, notamment le sextant et l’octant, tout en produisant également des lunettes, binocles, microscopes et autres instruments d’optique.

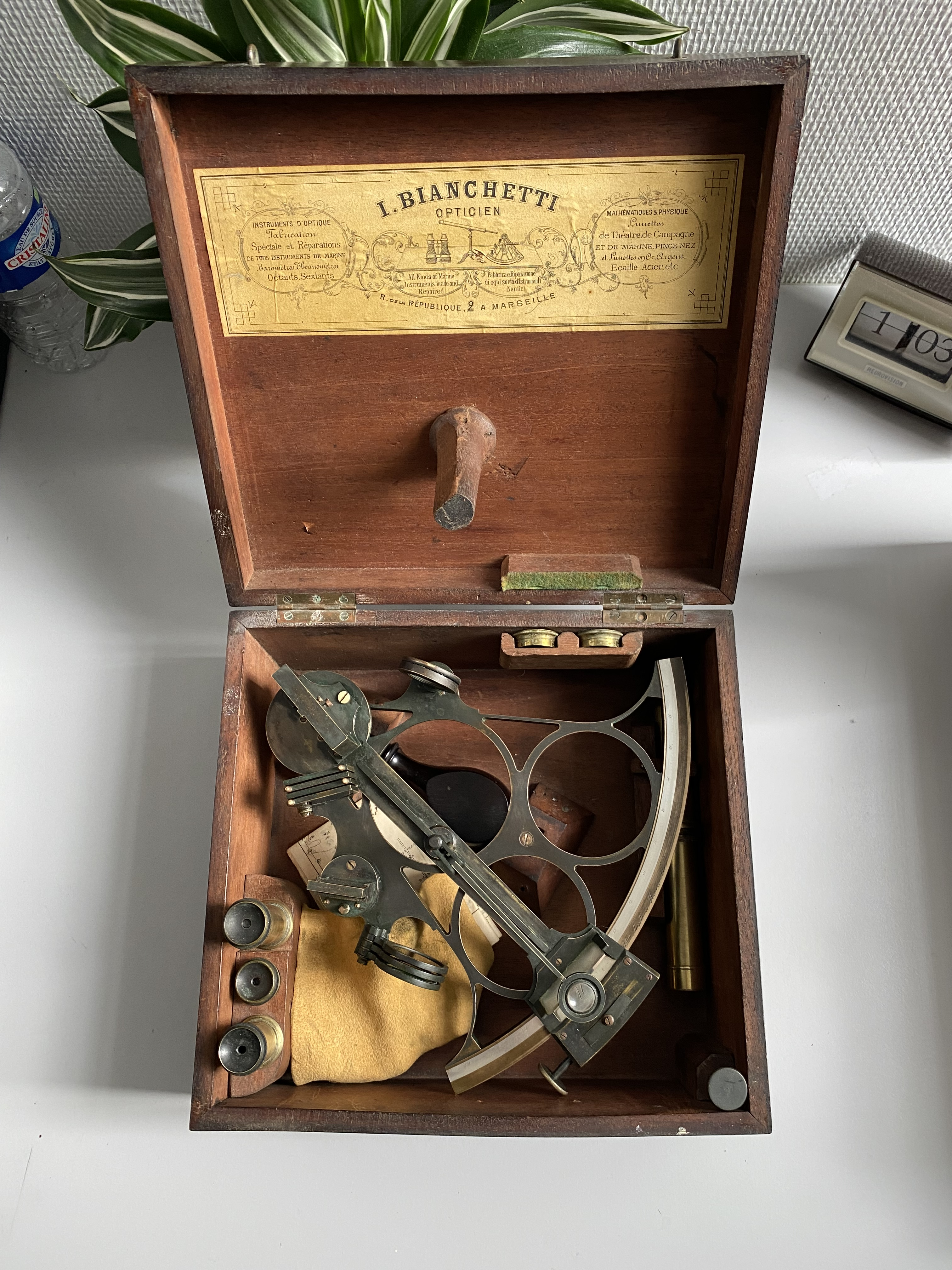
Sextant complet, boîte, étiquette, oculaires, lunettes, etc par Isidore Bianchetti à Marseille, vers 1860-1890

Il dirigea l’entreprise jusqu’à son décès en 1891. La maison fut ensuite reprise par ses deux fils, Charles (né en 1869) et Louis (né en 1877), qui continuèrent l’activité sous la raison sociale Charles Bianchetti et Cie.

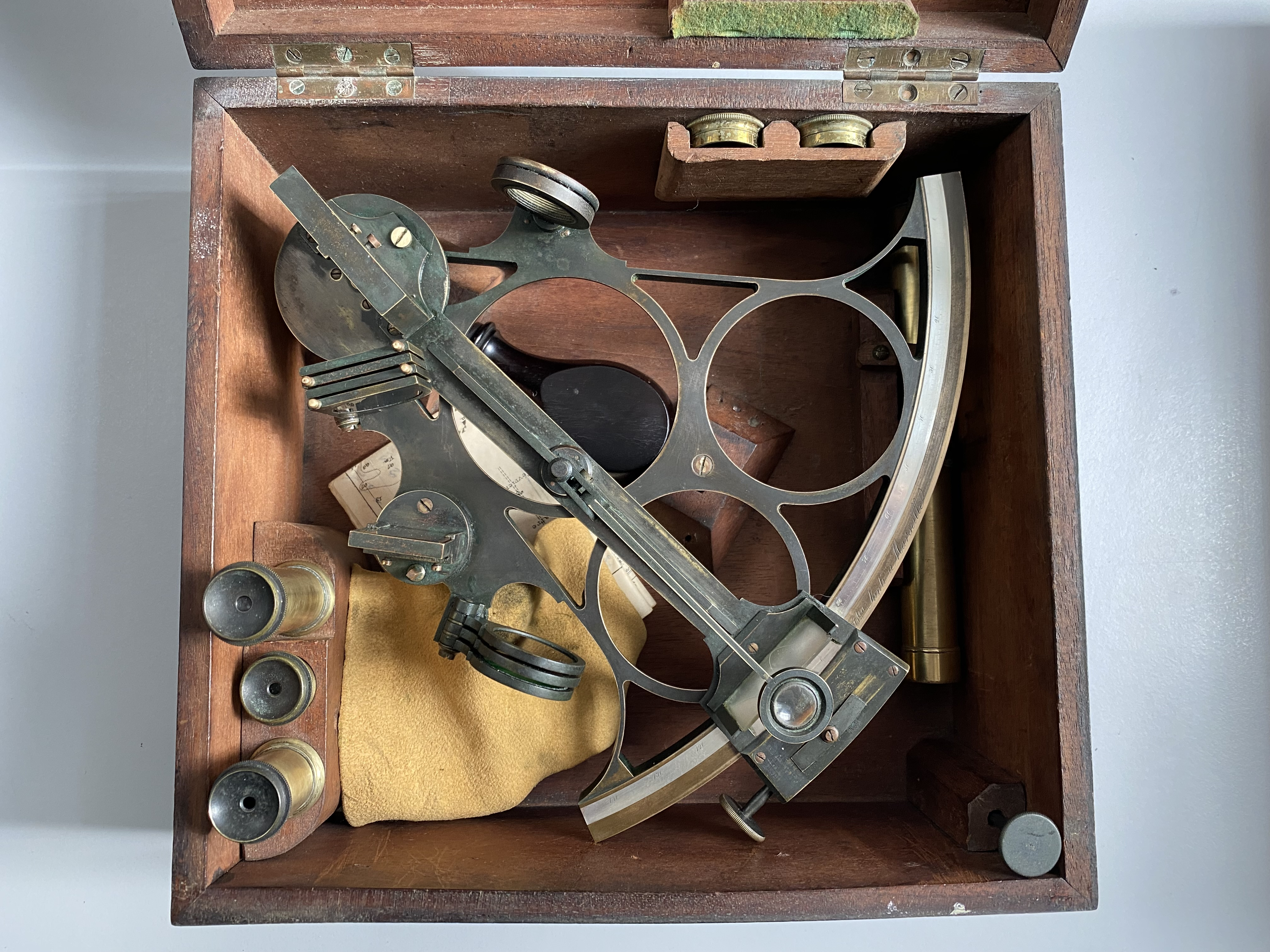
Sextant complet, vers 1860-1890, par Isidore Bianchetti à Marseille.

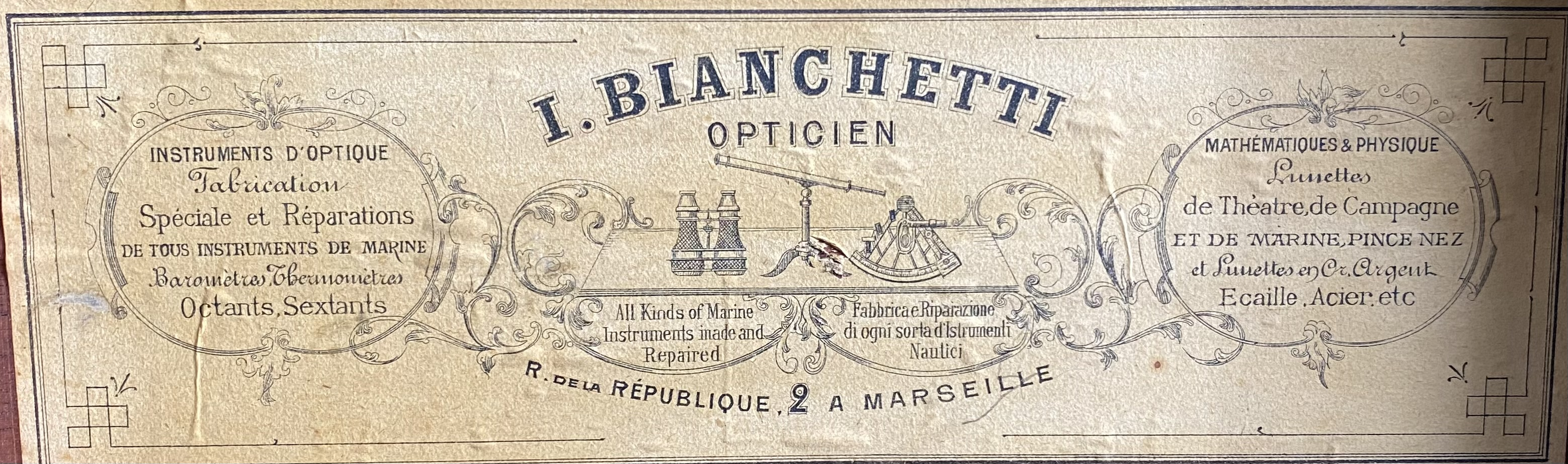
Etiquette du fabricant I. Bianchetti provenant d'un sextant de la maison Bianchetti, vers 1860-1890.

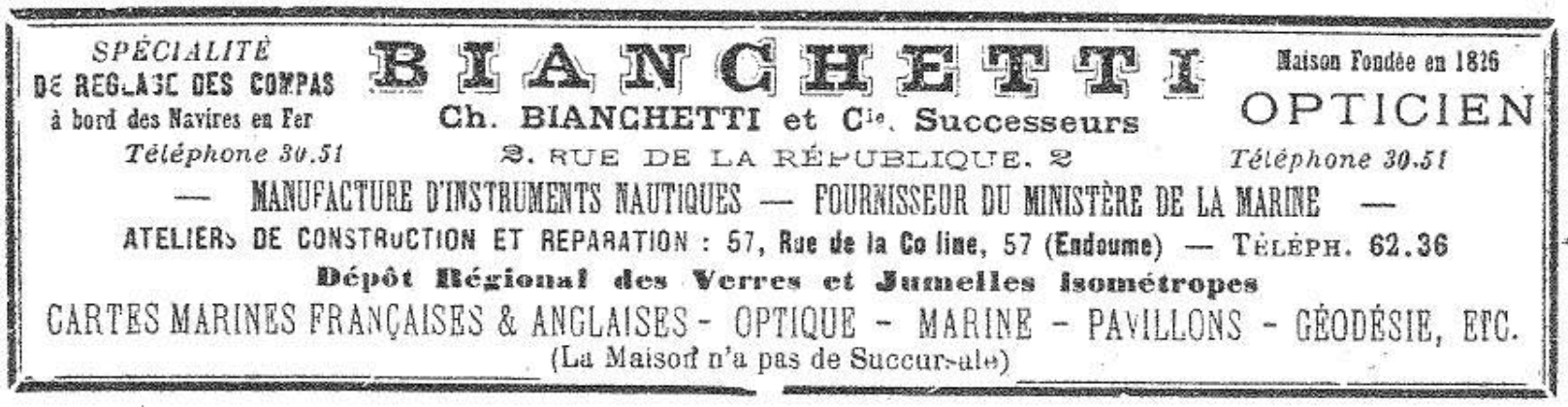
La spécialisation de la maison Bianchetti dans le calibrage de compas y est mentionné.

Au début du XXᵉ siècle, l’entreprise se spécialisa dans le calibrage des compas marins, notamment pour les navires à coque métallique, une activité encore mentionnée dans des encarts publicitaires parus dans la presse marseillaise. L’activité optique déclina progressivement au cours du siècle.
En 1962, la société adopta le nom de BEN (pour « Bianchetti Électronique Navigation »), poursuivant son activité dans le domaine de la navigation maritime. Elle fut rachetée en 1992 par la société i2e, à Aix-en-Provence, puis intégrée à Amesys en 2007.